# Silvianthus
Silvianthus, biljni rod u porodici Carlemanniaceae, dio reda medićolike. Pripadaju mu dvije vrste polugrmova i grmova raširenih od istočnih Himalaja do Yunnana i Indokine
Rod je opisan u Hooker's Icones Plantarum 11: 36. 1868.

## Vrste
1. Silvianthus bracteatus Hook.f.
2. Silvianthus tonkinensis (Gagnep.) Ridsdale

## Sinonimi
- Quiducia Gagnep.; Bull. Soc. Bot. France 95: 33 (1948)